# Yô
Pour les articles homonymes, voir Yo (Burkina Faso) et YO.
Yô est une localité du département de Dano, dans la province d’Ioba (région du Djôrô) au Burkina Faso. En 2006, cette localité comptait 1 791 habitants dont 53,7 % de femmes.